# カイロ会議 (1921年)

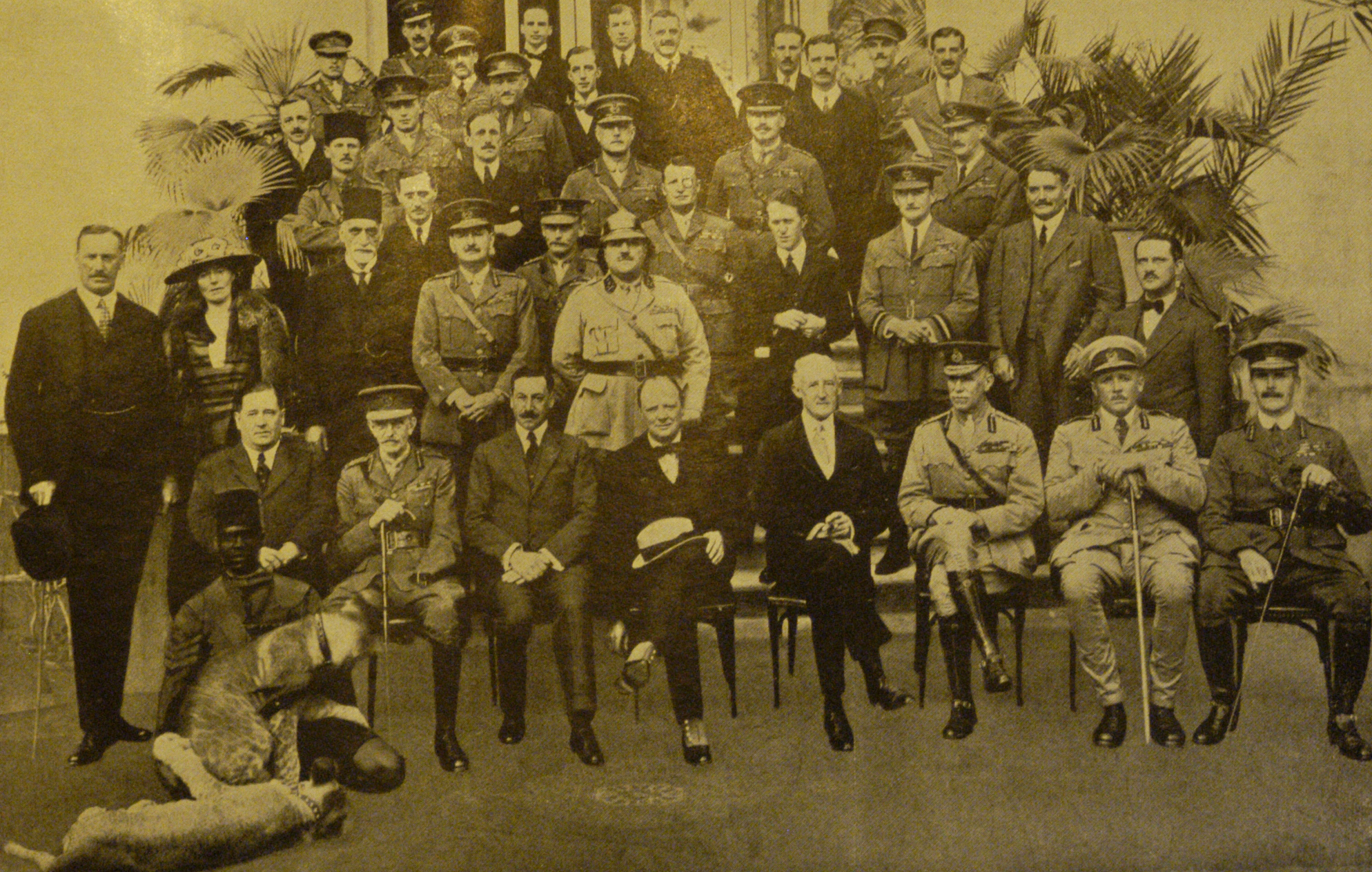
ライオンの子供と「四十人の盗賊たち」

1921年に行われたカイロ会議は、公式議事録に「1921年3月12日から30日にカイロ、エルサレムで開催された中東会議」とあるように、イギリスの高官が中東問題を検討・議論し、共通の政策を立案する目的で行われた一連の会議であった。イギリスの専門家による秘密会議によって、イラクとトランスヨルダンの双方をイギリスの影響下におくための青写真が作成された。メッカのシャリーフの息子たちにこれら2つの地域の名目的な指導権を与える事によって、ウィンストン・チャーチルは、戦時中のイギリスがアラブ人に対して行った約束の文言そのものではないにせよ、その精神は達成されたと考えていた。
この会議で特に重要な議題を占めたのは、マクマホン書簡（1915年）、サイクス・ピコ協定（1916年）、バルフォア宣言（1917年）で決められた相反する約束を解決する事であった。新たに植民地大臣に任命されたチャーチルは、中東におけるイギリス軍の全指揮官と文民行政官をカイロのセミラミスホテルに招集し、これらの問題を議論する会議を開催した。それは、植民地省が主催する実験的な会議で、通信の改善や長時間の通信を伴わずに、より効率的に問題を解決する事を目的としていた。
この会議の最も大きな成果は、「シャリーフィアンの解決」の実施が決定された事であった。アブドゥラー・ビン・アル＝フサインがヨルダン川東岸部を領土とするトランスヨルダンを統治し、その弟ファイサルが新たに創設されるイラク王国の王となり、引き続き両者は、イギリスから指導と財政支援を受ける事とされたのである。また、レバノンとシリアは引き続きフランスの支配下に置くこと、イギリスはパレスチナの委任統治を維持し、そこをユダヤ人の故国とする事の支援の継続、メッカのシャリーフであるフサインをヒジャーズ王として認め、アブドゥルアズィーズ・イブン・サウードはアラビア砂漠の中心にあるナジュドを支配下におく事で合意された。

## 前史
1920年、第一次世界大戦以来、イギリスに占領されていたメソポタミアで民衆蜂起が起こった。イギリス軍は何百人もの死傷者を出し、一部のイギリスのマスコミはイギリスの支配を終わらせる事を求めていた。ヒジャーズ地方のフサイン王朝に強い共感を抱き、戦時中の活動が世間の注目を集め始めていたT・E・ロレンスは、ファイサル首長の代弁者としてイギリス政府に働きかけていた。ダマスカスを首都とする王国を築こうという首長の挑戦は、フランス軍に阻まれた。 1920年11月、ファイサルの兄であるアブドゥッラーは数百人の従者を連れてマアーンの町に現れ、現在のシリアとレバノンにあたる地域を占領していたフランスを攻撃し、弟の政権を回復させる事を宣言した。
中東担当のチャーチル新植民地相の役割は、イラクの騒乱を解決し、ハーシム家の願望を満足させる事であった。彼は、ロレンスを特別顧問に任命した。彼らは会議に先立ち、ロンドンでファイサルと一連の会談を行った。
既にイラクの将来に関するほとんどの決定は、ロンドンで下されており、ファイサルは、地元住民の住民投票によって承認された上で、新たに創設されるイラク王に即位する事になっていた。国王即位後、イギリスと友好条約もしくは同盟を締結する事になる。ロレンスの強い主張によって、この地域の警備を陸軍からイギリス空軍に移管する事が決定され、大胆な方針転換が図られた。 会議が始まるまでに、イギリス軍は4,000万から5,000万ポンドの戦費を費やしてメソポタミアの反乱を鎮圧し、400人以上のイギリス兵と1万人以上のイラク人の死者を出していた。新しい政策により、財政の大幅な節約になると予想されていた。

## 会議

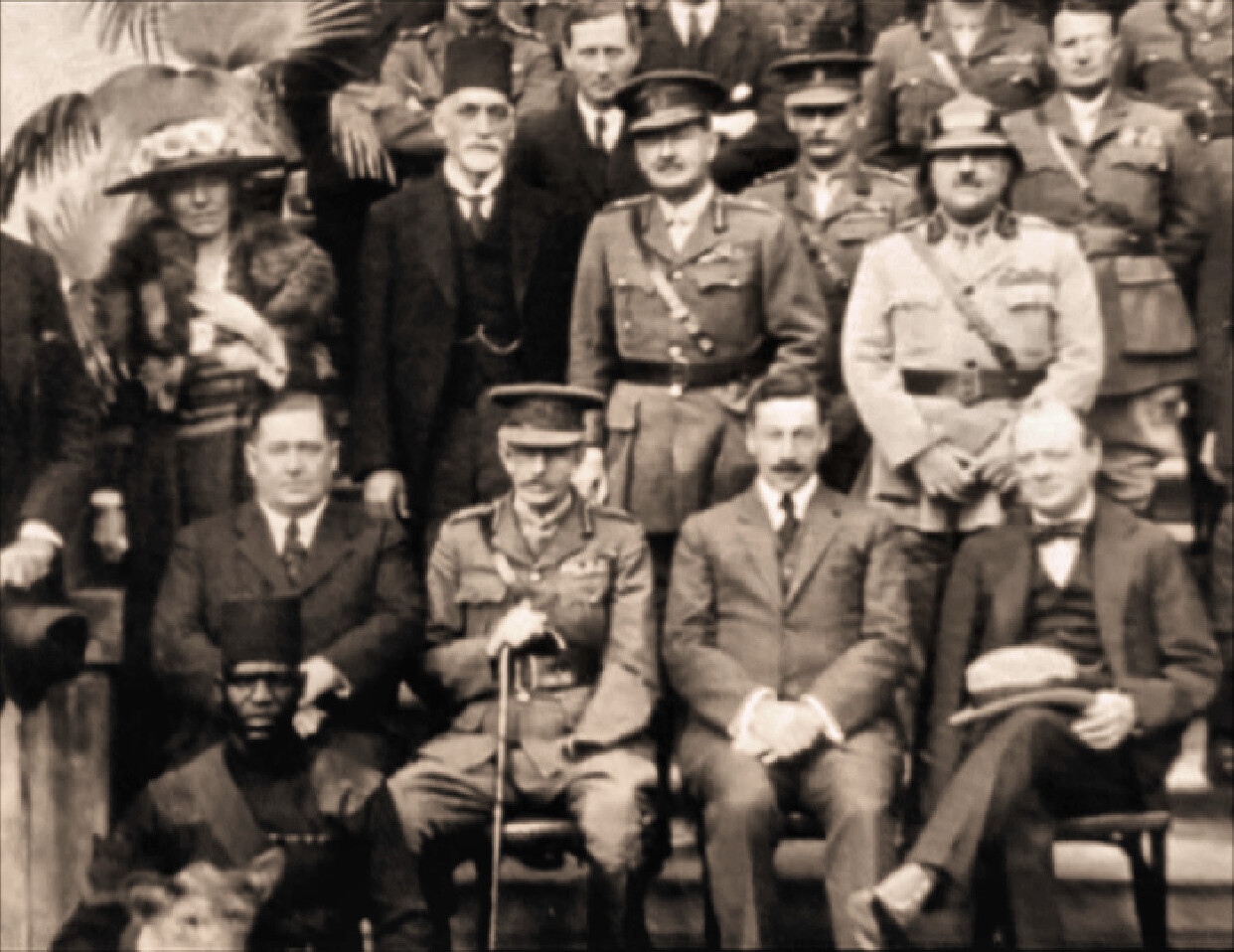
着席者の列: 右から: ウィンストン・チャーチル、ハーバート・サミュエル
起立者の前列: 左から: ガートルード・ベル、サッスーン・エスケル、エドムンド・アレンビー、ジャアファル・アル＝アスカリー

1921年3月12日、カイロのセミラミスホテルに会議が招集され、パレスチナとメソポタミアに駐在するすべての軍、文民行政の高官が出席した。2人のアラブ人出席者は、委任統治領メソポタミア政府の一員であった。チャーチルは、2週間続けられたこの会議を指して「40人の泥棒」のひとりと表現し、余暇は新たな趣味となった油絵や第一次世界大戦史『世界の危機』の原稿執筆に取り組んだ。
会議は、イラク、トランスヨルダンを含むパレスチナ、アデンおよびペルシャ湾の3つの部会から構成されており、 司法、財政、イギリス陸軍の駐留規模、立法院の提案などが議題となった。3月22日、チャーチルとパレスチナのアラブ人代表団は、カイロで短時間面会したものの、チャーチルは一切の政治的な議論を行わず、エルサレムで会う事に同意した。 トランスヨルダンの問題は、アブドゥッラーの軍がアンマンに到着し、シリアから反乱軍と難民が流入、シオニストがトランスヨルダンをユダヤ人に約束された故郷の一部とみなしていた事により複雑化していた。チャーチルはロンドンへの帰途、エルサレムでアブドゥッラーに面会して一連の会談を行った。
この会議でなされた決定について公表されたのは、1921年6月14日にウィンストン・チャーチルが庶民院で行った報告のみである。 この報告はマスコミからほとんど黙殺され、主要参加者の公表された手紙や自伝の中においても、この会議についてはほとんど触れられていない。

## エルサレムにおける会合
1921年3月24日、パレスチナ代表団は、エルサレムにおいて活動を継続した。ガザでは、チャーチルの乗った列車を、イギリスによるパレスチナ委任統治の反対を訴える大規模なデモ隊が出迎えた。チャーチルはガザ市長や他の指導者に会い、ハイファのムスリム・クリスチャン協会が提出した要求リストを見せられた。住民に歓迎されていると思っていたウィンストン・チャーチルとハーバート・サミュエルは、反ユダヤのスローガンを唱えるデモ隊に手を振って応えた。

### アブドゥッラーとの会談
3月28日、ウィンストン・チャーチル植民地相は、アブドゥッラー首長と数回にわたって会談を行った。既にアブドゥッラーは、アンマンに基盤を築いており、さらに北上すると迫っていた。チャーチルは、アラブ人総督の下でトランスヨルダンを、アラブ州として構成し、総督は、自国の行政に対するイギリスの管理を認めた上で、パレスチナ・トランスヨルダン高等弁務官に責任を負う形態を提案した。アブドゥッラーは、高等弁務官への責任を負う委任統治領パレスチナ全土の支配権を与えるべきだと主張した。もしくは、弟に約束された領土であるイラクとの統合を主張した。チャーチルは、どちらの要求も拒否した。
アブドゥッラーが、ヨルダン以西の地域がユダヤ人国家と化す事に対する懸念を示したのに対し、チャーチルは「短期間に何百、何千ものユダヤ人が流入して、先住民を支配する事」は想定されていないばかりか、全く不可能であると断じた。「ユダヤ人の移住は非常にゆっくりとしたプロセスで行われ、ユダヤ人以外の先住者の権利は厳格に保護されるだろう。」 「トランスヨルダンにパレスチナの現在の行政制度は適用されず、したがって委任統治におけるシオニスト条項は適用されない。トランスヨルダンでは、ヘブライ語が公用語となる事はなく、地元政府はユダヤ人の移住や植民を促進するいかなる政策を採用する事はないだろう。」ハーバート・サミュエルは「そこにユダヤ人政府を設立する事は問題ない......アラブ人から土地を奪う事も、ムスリムの信仰に干渉する事もない。」とイギリスのパレスチナ政策について付け加えた。
イギリスの代表は、もし、アブドゥッラーがシリアの国家主義者の反仏活動を鎮める事ができるなら、弟のメソポタミア統治に対するフランスの反対を抑え、さらにはアブドゥッラー自身がダマスカスでシリア首長になれる可能性もあると示唆した。 最終的にアブドゥッラーは、フランス勢力圏への進軍を止め、半年の間ヨルダン川東岸部の領土を試験的に統治する事に同意し、その間、イギリスから月額5,000ポンドの補助金が支給される事になった。

### パレスチナのアラブ人代表団との会談
首長との会談の後、チャーチルは、パレスチナのイスラム教徒とキリスト教徒を代表し、ムーサ・アル＝フサイニー率いる1920年のハイファ会議の代表団と会談した。彼らは、イギリスのパレスチナ政策に強く抗議する覚書を手渡した。彼らは、イギリスが「戦争による財政負担の下、シオニストに国を売った」
さらに、イギリスは、「彼が統治する人々の大多数は、彼自身の人種や信仰とは無関係であるという事実」にもかかわらず、「住民感情を無視し、ユダヤ人を高等弁務官に任命した」 「ユダヤ人が、パレスチナ司法の最重要な地位である法務長官に任命され、さらに悪い事にこの人物は完全にシオニストである。」と訴えた。
代表団は、ユダヤ人の歴史的主張に基づいたバルフォア宣言の法的効力に「昔、アラブ人がスペインを征服し、そこで高度な文明を発展させたのだから、アラブ人はスペインを領有できる」という論理で異議を唱えたのである。彼らは、請求された関税や貿易競争を批判し、シオニストが市場を支配している事に対して警告を発した。彼らは土地の買い占めに抗議し、少ない仕事しかしないにもかかわらず、ユダヤ人移民を2倍の給料で雇う計画によって公教育が犠牲になっている。代表団は 「...ユダヤ人に最も高い地位と高額の俸給が与えられている。」その一方で「地元の要望に精通した地元の役人は、三流の地位に追いやられ、必要以上に給料も安く、全く仕事に見合っていない。」と訴えた。
代表団は、パレスチナ委任統治案に異議を唱えた。この案は、既存のアラブの権利には、新たに何も追加せず、イギリスに、自国ではない土地をユダヤ人の王国として引き渡す権利を与える物であった。「片やユダヤ人は、我々の支配者になるという真の利益が与えられている。」彼らは、バルフォア宣言の取り消しや選挙で選ばれた議会の設立、ユダヤ人移民の受け入れ停止を要求した。
チャーチルは、この書簡に対し「党派的で一方的な物であり、事実と異なる事が数多く書かれている」と批判した。バルフォア宣言は、連合国によって既に批准されており、所与の事実となっている。ユダヤ人のための民族郷土は、「世界のためになり、ユダヤ人のためになり、大英帝国のためになり... パレスチナに住むアラブ人のためにもなる。」彼は、バルフォアが述べたのは「ユダヤ人のための民族郷土をパレスチナに作る事」を指しており、「パレスチナをユダヤ人のための民族郷土にするとは言っていない」事を強調した。それは 「ユダヤ人以外の人々の民族郷土でなくなるとか、アラブ人を支配するためのユダヤ人による政府が作られるという意味ではない。」イギリス政府は「アラブ民族全体との強い友情と協力の念を大切にしており、それこそが、世界で最も偉大なイスラム国家である大英帝国に期待されている物である ...」 チャーチルは演説を続け、サミュエルの高等弁務官への就任について述べた。彼が任命された理由は、その経験に基づく熟練のためである。なぜなら彼はユダヤ人であり、「慎重にバランスを保ち、すべての人のために公正な取引を確保するという点において、自国民に敵意を抱いているとして非難される事はなかったし、彼が公正な事しかしていないと述べた時、信頼を勝ち得たのである。」そして、サミュエルはユダヤ人移民がパレスチナにもたらした利点について語り、イギリスの政策の変更を拒んだ。

### ユダヤ民族評議会との会談
パレスチナ・ユダヤ人の代表者であるパレスチナ・ユダヤ民族評議会は、ウィンストン・チャーチルに覚書を提出した。彼らは「ユダヤ人の民族郷土の再建」を支援するイギリスに対し感謝の意を表し、その実現は「パレスチナの歴史的な境界線を再興する事によって可能になると信じる。」と述べた。 彼らは「アラブの全領域に比べ、わずかな面積に過ぎないユダヤ人の故郷を再建するための我々の努力は、彼らの正当な権利を奪う事にはつながらない。」と宣言した。彼らは、ユダヤ人による過去40年間の植民の成果を賞賛した。彼らは、国有地や私有地でない未開拓地の開発や天然資源の開発をユダヤ人に任せるように求めた。
帝国の内閣は「シオニズムの大義は、全世界にとって、またユダヤ人にとってのみならず、この国のアラブ人に繁栄と満足と前進をもたらす物であると完全に確信している。」と述べた。 彼は「あなた方は最高の正義と理想主義に燃えており、実際、あなた方の仕事はこの国全体に祝福を与えるであろう」事を信じていた。シオニストは、事前に大多数の人々からの批判を予見するように警告されるべきである。植民地相は「大いなる関心と共感をもって」この覚書を読んだと結んでいる。

### ヘブライ大学でのチャーチルの演説
1921年3月29日、チャーチルはエルサレムのヘブライ大学で演説を行った。彼は、12年前にマンチェスターのユダヤ人たちに出会って以来、完全にシオニズムに共感する考えだった事を明かした。 全世界、ユダヤ民族、イギリスにとってのユダヤ人の民族故郷への祝福を繰り返し、パレスチナ住民はその監査役となるユダヤ人に大きく依存する事になるだろうし、正しい手順を踏むなら、パレスチナは聖書に予言されているように「乳と蜜の流れる土地で、あらゆる人種と宗教の苦難からの休息を見出す」楽園に変貌を遂げるであろうと述べた。

## 影響
ロレンスは、チャーチルが「すべての混乱を解決」し、イギリスは「わが帝国の利益や関係者の利益を犠牲にする事なく、文言と精神において...約束を果たした」と結論した。ロレンスの伝記作家のひとりは、この会議が「オスマン帝国の統治下において、ほとんどもたらされる事がなかった中東の政情不安の到来を告げる物であった。」と評している。

## 主な出席者
- ウィンストン・チャーチル - 植民地大臣
- トーマス・エドワード・ロレンス - 植民地省特別顧問
- ヒューバート・ウィンスロップ・ヤング（英語版）少佐 - 植民地省中東担当
- ハーバート・サミュエル - パレスチナ高等弁務官
- パーシー・コックス（英語版）卿 - イラク高等弁務官
- ガートルード・ベル - イラク高等弁務官担当東方書記
- ジャアファル・アル＝アスカリー（英語版） - イラク初代国防相
- ヒュー・トレンチャード - 空軍参謀総長（英語版）[20]
- ジェフリー・サモンド（英語版） - 空軍中東司令官[21]
- サッスーン・エスケル（英語版） - イラク初代財務相
- ジェフリー・フランシス・アーチャー（英語版） - ソマリランド総督
- エドムンド・アレンビー陸軍元帥 - エジプト高等弁務官

## 関連文献
- Friedman, Isaiah. "How Trans-Jordan was severed from the territory of the Jewish National Home." Journal of Israeli History 27.1 (2008): 65-85.
- Fromkin, David. A Peace to End All Peace: The Fall of the Ottoman Empire and the Creation of the Modern Middle East (1989) pp 493–529.
- Klieman, Aaron S. Foundations of British policy in the Arab world: The Cairo Conference of 1921 (Johns Hopkins Press, 1970).
- Mejcher, Helmut. "Iraq's external relations 1921–26." Middle Eastern Studies 13.3 (1977): 340-358.
- Sluglett, Peter. Britain in Iraq: contriving king and country, 1914-1932 (Columbia University Press, 2007). ch 1.